# 贾钦托·谢尔西
贾钦托·谢尔西（義大利語：Giacinto Scelsi，義大利語發音：[dʒaˈtʃinto ʃˈʃɛlsi]；1905年1月8日—1988年8月9日），意大利作曲家、法语超现实主义诗人。
谢尔西的风格是围绕一个音高，通过微分音震荡、谐波提示、音色和强弱的变化发展音乐。《单一音符的四部作品》（義大利語：Quattro pezzi su una nota sola，1959年）是这种風格的典型作品，亦是最被后人认可的作品之一。他的音乐涵盖了除风景音乐以外的所有西方古典音乐流派，然而在他一生的大部分时间里，其作品都基本上无人涉足，即使在同时的音乐圈内也如此。今天，他的一些音乐在当代古典音乐作曲界获得了广泛欢迎，像他的 Anahit 和弦乐四重奏等作品的地位越来越突出。
谢尔西曾与美国作曲家合作，包括约翰·凯奇、莫顿·费尔德曼和厄尔·布朗，同时也是阿尔文·柯伦的朋友兼导师。他的作品是埃尼欧·莫里科内的实验音乐团体 Gruppo di Improvvisazione di Nuova Consonanza 的灵感来源，也影响了特里斯坦·缪哈伊和索朗热·安科纳等作曲家。

## 生平
谢尔西出生在拉斯佩齐亚附近的皮泰利村，他大部分时间都在他母亲的旧城堡中度过，並接受了一位私人教师的教育，学习拉丁语、国际象棋和剑术。后来搬到罗马，他的音乐天赋得到了贾钦托·萨卢斯蒂奥（Giacinto Sallustio）的私人课程的鼓励。在维也纳贾钦托·谢尔西跟随阿诺尔德·勋伯格的学生瓦尔特·克莱因（Walther Klein）学习。他成为意大利第一个十二音技法的拥护者，尽管他没有继续使用这一系统。
在20世纪20年代，谢尔西与让·谷克多和弗吉尼亚·伍尔夫等知识分子交上了朋友，并在国外广泛旅行。1927年，他在埃及第一次接触到了非欧洲音乐。他的第一部作品是 Chemin du coeur（1929年），随后是 Rotativa，1931年12月20日由皮埃尔·蒙特在巴黎普莱耶尔音乐厅首次演出。
1937年，他组织了一系列当代作品的音乐会，将保羅·欣德米特、勋伯格、伊戈尔·斯特拉文斯基、德米特里·肖斯塔科维奇和谢尔盖·普罗科菲耶夫的音乐第一次介绍给意大利观众。由于贝尼托·墨索里尼的法西斯政权执行种族法，阻止犹太作曲家的作品演出，这些音乐会没有持续很久。谢尔西拒绝遵守，并逐渐与意大利保持距离。1940年，当意大利加入战争时，谢尔西在瑞士，他在那里一直呆到冲突结束，创作并磨练他的音乐概念。他与离异的英国人多萝西·凯特·拉姆斯登（Dorothy Kate Ramsden）结婚。
战后回到罗马，他的妻子离开了他（最终激发了 Elegia per Ty 的创作），他经历了一场深刻的心理危机，最终导致他诉诸东方宗教，也导致他的音乐观发生了彻底的转变。在这个所谓的第二个时期（1952-1959年），他拒绝了作曲和作者的概念，而选择了纯粹的即兴。他的即兴创作被录在磁带上，后来在他的指导下由合作者转写为乐谱。然后，使用他细致的表演指令，这些作品被配器、填充，或在与表演者的密切合作中不时地进行调整。
谢尔西开始将艺术创作视为向听众传达更高的、超验的现实的一种手段。在这种观点中，艺术家被认为只是一个中间人。出于这个原因，谢尔西从来不允许自己的形象与他的音乐联系在一起；相反，他更愿意在一个圆圈下用一条线来表明自己的身份，作为东方起源的象征。在他去世后，出现了一些关于谢尔西的照片。
谢尔西最早与之密切合作的演绎者之一是歌手平山美智子，他于1957年在罗马认识了她。从1962年到1972年，他直接为她写了庞大的声乐套曲 Canti del Capricorno，因为她的声线特殊、独一无二。这部作品的创作过程是谢尔西非常个人化的工作方式的一个典型例子：通过即兴创作、录音，然后进行最后的转写来发展作品。
从20世纪70年代末开始，谢尔西认识了几位主要的诠释者，如阿迪蒂弦乐四重奏团、大提琴家弗朗西丝-玛丽·乌伊蒂以及钢琴家于瓦尔·米卡绍夫和玛丽安娜·施罗德，他们在世界各地推广他的音乐，并逐渐向更多的听众打开大门。
谢尔西是阿尔文·柯伦（VSTO 是对他的致敬）和其他外籍美国作曲家的朋友和导师，如20世纪60年代居住在罗马的弗雷德里克·热夫斯基（柯伦，2003，NewMusicBox）。谢尔西还与其他美国作曲家合作，包括约翰·凯奇、莫顿·费尔德曼和厄尔·布朗（曾在罗马拜访他）。
谢尔西将他所有大提琴作品题献给弗朗西丝-玛丽·乌伊蒂，她与他深入合作了10多年，编辑并录制了 La Trilogia，这是一部长达45分钟的大型三部曲，莫顿·费尔德曼称其为“声音形式的自传”。这部作品首次在 Festival di Como 首演，并在 Fore records (Raretone) 和谢尔西在录音室录制，后来在 Etcetera Records 录制。最近的一个广受赞誉的版本，包括几个拉丁祷文，在 ECM 的专辑 Natura Renovatur 中。乌伊蒂还为长笛、长笛和大提琴、中提琴转写了许多室内乐作品，并根据名为《旅行》（Voyages）的昂迪奥林录音带即兴创作了两首作品。
阿尔文·柯伦回忆说：“谢尔西……参加了我在罗马的所有音乐会，甚至直到我在他去世前几天举办的最后一场音乐会为止。那是在夏天，他是个喜欢户外活动的疯子。他在那里穿着毛皮大衣，戴着毛皮帽子。那是一场户外音乐会。他从远处挥手，美丽的眼睛和微笑——他总是那样笑——那是我最后一次见到他”（罗斯，2005）。
谢尔西于1988年8月9日在罗马因脑溢血去世。

## 音乐

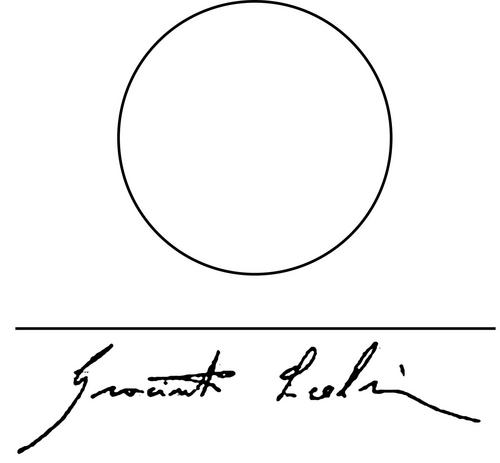
谢尔西的签名：日出图案

在他职业生涯的大部分时间里，谢尔西在很大程度上仍然默默无闻。在20世纪80年代中后期的一系列音乐会上，他的许多作品终于得到了首演，并获得了极大的赞誉，特别是1987年10月（在这些作品创作约25年后）在科隆举行的他的管弦乐杰作演出，那年离谢尔西去世前不到一年。谢尔西能够参加首演并亲自监督排练。比利时音乐学家哈里·哈尔布赖希对谢尔西作品迟来的发现所造成的影响进行了描述：
近代的音乐史的整个篇章必须重写：如果没有谢尔西，本世纪的下半叶现在是不可想象的……他开创了一种全新的音乐创作方式，在西方至今仍鲜为人知。在50年代初，由于序列主义的拘束，除了回到过去（的作曲法），几乎没有其他的选择。然后，到了1960-61年，利盖蒂的《幻影》（Apparitions）和《大气》（Atmosphères）的发现给人们带来了震惊。当时很少有人知道弗里德里希·采尔哈在他的管弦乐套曲《镜》（德語：Spiegel）中已经达到了相当类似的结果，也没有人知道有一个作曲家甚至在几年前就已经遵循了同样的路径，而且是以一种更激进的方式：贾钦托·谢尔西本人。
荷兰音乐学家亨克·德费尔德（Henk de Velde）称谢尔西是“小过渡的大师”（暗指阿多诺对阿尔班·贝尔格的看法），对此，哈里·哈尔布赖希补充说：“事实上，他的音乐只是过渡”。
谢尔西也是埃尼欧·莫里科内的 Gruppo di Improvvisazione di Nuova Consonanza 的偶像，其16分钟的曲目《致敬贾钦托·谢尔西》（義大利語：Omaggio a Giacinto Scelsi）收录在他们1976年发行的现场专辑 Musica Su Schemi 中。
在马丁·斯科塞斯的《禁闭岛》中，数百万人听到了谢尔西的音乐，其中他的两部作品《单一音符的四部作品》和 Uaxuctum（第三乐章）的节选与他同时代的利盖蒂·捷尔吉、克里斯托弗·潘德列茨基、约翰·凯奇和莫顿·费尔德曼的音乐一起出现。
谢尔西的档案存放在伊莎贝拉·谢尔西基金会。

## 作品
见贾钦托·谢尔西作品列表.

## 传记
- Le Poids net et l'Ordre de ma vie, Vevey, 1945
- Sommet du feu, Rome, 1947
- Le Poids net, éditions GLM (Guy Levis Mano), 1949
- L'Archipel Nocturne, éditions GLM, 1954
- La conscience aiguë, éditions GLM, 1962
- Cercles, Éditions Le parole gelate, Rome, 1986
- Il Sogno 101 (Dream 101), an autobiographical book. Macerata: Quodlibet（義大利語：Quodlibet (casa editrice)）, 2010.[7]

法国出版社 Actes Sud 出版了三册贾钦托·谢尔西的的写作集，大部分都已绝版：
- L'homme du son, poetry edited and with commentary by Luciano Martinis, with collaboration from Sharon Kanach. Actes Sud 2006,
- Les anges sont ailleurs, writings on Scelsi's life, music and art. Actes Sud, 2006.
- Il Sogno 101, an autobiography. Actes Sud.

## 部分唱片

### Accord/Universal-Musidisc
- Œuvre intégrale pour choeur et orchestre symphonique (1. Aion – Pfhat – Konx-Om-Pax, 2. Quattro Pezzi – Anahit – Uaxuctum, 3. Hurqualia – Hymnos – Chukrum). Orchestre et chœur de la Radio-Télévision Polonaise de Cracovie, conducted by Jürg Wyttenbach（德语：Jürg Wyttenbach） (recorded 1988, 1989 and 1990; ref. 201692, 1992, 3 CDs: 1. ref. 200402, 1988 2. ref. 200612, 1989 3. ref. 201112, 1990; re-released by Universal-Musidisc in 2002)
- Scelsi collection, vol. 3: Aion, Hymnos, Four pieces for Orchestra, Ballata. RAI Symphony Orchestra（英语：RAI National Symphony Orchestra）, Francesco Dillon（義大利語：Francesco Dillon） (cello), conducted by Tito Ceccherini (recorded 2007). released by Stradivarius 2009 (STR33803)
- Elegia per Ty – Divertimento nº3 pour violon – L’Âme ailée – L’Âme ouverte – Coelocanth – Trio à cordes. Zimansky, violin; Schiller, viola; Demenga, cello (ref. 200611, 1989)
- Quattro illustrazioni – Xnoybis – Cinque incantesimi – Duo pour violon et violoncelle. Suzanne Fournier, piano; Carmen Fournier, violin; David Simpson, cello (ref. 200742, 1990)
- Suite No.8 (Bot-Ba) – Suite No.9 (Ttai). Werner Bärtschi（英语：Werner Bärtschi）, piano (ref. 200802, 1990)
- Intégrale des œuvres chorales (Sauh III & IV – TKRDG – 3 Canti populari – 3 Canti sacri – 3 Latin Prayers – Yliam). New London Chamber Choir, Percussive Rotterdam, conducted by James Wood (ref. 206812)
- Scelsi collection, vol. 7: 	Suite N. 6, 	Divertimento N. 1, 	L'Âme Ailée / L'Âme Ouverte, Xnoybis. Marco Fusi（英语：Marco Fusi (violinist)）, Anna D'Errico, piano. released by Stradivarius 2017 (STR 33807).

### CPO

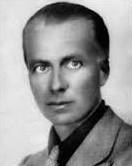
约1935年的谢尔西

- Chamber Works for Flute and Piano (CPO 999340-2) played by Carin Levine（英语：Carin Levine）, flutes; Kristi Becker, piano; Peter Veale, oboe; Edith Salmen, percussion; and Giacinto Scelsi, piano
- The Complete Works for Clarinet (CPO 999266-2) played by the Ensemble Avance conducted by Zsolt Nagy, with David Smeyers, clarinets; and Susanne Mohr, flute

### Kairos
- Yamaon; Anahit; I presagi; Tre Pezzi; Okanagon (Kairos 1203) the Klangforum Wien conducted by Hans Zender
- Streichquartett Nr. 4; Elohim; Duo; Anagamin; Maknongan; Natura renovatur (Kairos 1216) the Klangforum Wien conducted by Hans Zender
- Action Music, Suite No 8 "bot-ba" (Kairos 1231) played on piano by Bernhard Wambach（德语：Bernhard Wambach）

### Mode
- The Piano Works 1 (Mode Records 92) played by Louise Bessette
- The Orchestral Works 1 (Mode Records 95) Carnegie Mellon Philharmonic & Choir conducted by Juan Pablo Izquierdo（西班牙语）, with Pauline Vaillancourt, soprano, and Douglas Ahlstedt, tenor
- Music For High Winds (Mode Records 102) played by Carol Robinson, clarinets, Clara Novakova, flute and piccolo, Cathy Milliken, oboe
- The Piano Works 2 (Mode Records 143) played by Stephen Clarke
- The Piano Works 3 (Mode Records 159) played by Aki Takahashi
- The Orchestral Works 2 (Mode Records 176) Vienna Radio Symphony Orchestra
- The Works For Double Bass (Mode Records 188) played by Robert Black
- The Piano Works 4 (Mode Records 227) played by Stephen Clarke
- The Works for Viola (Mode Records 231) played by Vincent Royer with Séverine Ballon, cello
- The Works for Violin (Mode Records 256) played by Weiping Lin

### 其他厂牌
- 5 string quartets, String trio, Khoom. Arditti String Quartet; Michiko Hirayama, voice; et al. (recorded 1988; Salabert Actuels, ref. 2SCD 8904-5; re-released by Montaigne / Naïve, ref. MO 782156, 2002; 2 CDs)
- Trilogia (Triphon, Dithome, Igghur) – Ko-Tha. Frances-Marie Uitti, cello (Fore 80, No.6 [LP]; Etcetera, KTC 1136 [CD])
- Intégrale de la musique de chambre pour orchestre a cordes (Natura renovatur, Anagamin, Ohoi, Elohim). Orchestre Royal de Chambre de Wallonie, conducted by Jean-Paul Dessy（法语） (recorded May 1998; Forlane, ref. UCD16800, 2000)
- Canti del Capricorno. Michiko Hirayama, voice; et al. (recorded 1969 & 1981/1982; Wergo, ref. WER 60127-50, 1988)
- Complete Works For Flute And Clarinet (Col Legno 200350) played by the Ebony Duo
- Trilogia (CTH 2480, together with Aşk Havasi by Frangis Ali-Sade) played by Jessica Kuhn, cello
- Natura renovatur (ECM 1963) Münchener Kammerorchester conducted by Christoph Poppen, Frances-Marie Uitti on violoncello
- Trilogy: Triphon, Dithome, Ygghur (for cello solo) – 1957-61/65. Arne Deforce, cello on AEON, AECD 0748, 2007.

## 延伸閲讀
- "Waking Up to Alvin Curran" （页面存档备份，存于） Alvin Curran Interviewed by Frank J. Oteri (published February 1, 2004).
- Scelsi Morning After （页面存档备份，存于） November 15, 2005 by Alex Ross: The Rest Is Noise Articles, a blog, and a book-in-progress by the music critic of The New Yorker
- Fondazione Isabella Scelsi （页面存档备份，存于） (in Italian)
- Durand Salabert Eschig